# いとしのレイラ
「いとしのレイラ」（原題：Layla）は、アメリカのロックバンド、デレク・アンド・ザ・ドミノスのアルバム『いとしのレイラ』（原題：Layla and Other Assorted Love Songs）のタイトル曲。作詞・作曲は、エリック・クラプトンとジム・ゴードン。流麗なギターによる前半部分と、後半のピアノコーダ部分から成り、ロックの代表的なラブソングの1つと見なされる。対照的な曲の前半と後半は、それぞれクラプトンとゴードンの作とクレジットされている(「執筆とレコーディング」の項も参照のこと)。
プロデューサーにはトム・ダウド、スライドギターでデュアン・オールマンも参加して個性を発揮し、クラプトンとバトルのような演奏を繰り広げていたという。

## 解説
1966年、ジョージ・ハリスンは映画『ビートルズがやって来るヤァ!ヤァ!ヤァ! 』の撮影時に出会ったモデルのパティ・ボイドと結婚した。60年代後半にクラプトンとハリスンは親友になっている。クラプトンはビートルズの『ホワイトアルバム』収録のハリスン作「ホワイル・マイ・ギター・ジェントリー・ウィープス」においてギターで参加し、ハリスンはクリームの『グッバイ・クリーム』収録の「バッジ」を共同で作曲、L'Angelo Misterioso の変名でギターを演奏、録音に参加した。しかしながら、クラプトンの中で問題は醸造されていった。クリームからブラインド・フェイスへと活動の形態が変化していく内に、クラプトンはボイドと恋に落ちた（結婚後に破たん）。
「いとしのレイラ」は12世紀のペルシア文学の詩人、ニザーミー・ギャンジェヴィーによる『ライラとマジュヌーン』からインスパイアされた。クラプトンはこの曲を書いたとき、イスラム教に改宗した友人のイアン・ダラスから聞いた話について語った。物語は、父親に結婚を禁じられた月の王女と、彼女を絶望的に恋する若者マジュヌーンが気が狂ってしまうと言うもので、クラプトンに深い感銘を与えた。クラプトンは自叙伝で「イアン・ダラスはライラとマンジュンの物語を僕に話してくれた。ロマンチックなペルシャのラブストーリーで、青年マンジュン（Manjun [ﾏﾏ]）が美しいライラと情熱的な恋に落ちるけれど、彼女の父親から結婚を禁じられ、欲望のままに気が狂ってしまう話だ。」と述べている。当時のクラプトンも、親友ジョージ・ハリスンの妻パティ・ボイドに恋愛感情を持ち、その苦悩が曲に中に表現されている。
ボイドは1977年にハリスンと離婚し、1979年、コンサートツアー途中のアリゾナ州ツーソンでクラプトンと結婚した。ハリスンは離婚を苦に感じず、リンゴ・スター、ポール・マッカートニーと共にクラプトンの結婚祝賀会に出席した。クラプトンはその後、パティのためにもう一つのラブバラード、「ワンダフル・トゥナイト」(1977)を作曲した。クラプトンとボイドは数年間の別居の後、1988年に離婚した。

## レコーディング
クリーム解散後、クラプトンはブラインド・フェイスやデラニー&ボニーを含むいくつかのグループと共演した。1970年春に彼はデラニー&ボニーのベーシストのカール・レイドル、ドラマーのジム・ゴードン、キーボードのボビー・ウィットロックがバンドを脱退することを告げられる。クラプトンはこの好機を逃さずに彼らと共に新たなバンド、デレク・アンド・ザ・ドミノスを結成した。
1970年の中頃から後半にかけて、デュアン・オールマンがゲストとしてこの未熟なバンドに参加した。クラプトンとオールマンは互いにそれぞれのファンであったが、オールマン・ブラザーズ・バンドのコンサートでトム・ダウドによって紹介された。彼らはすぐに意気投合し、良い友人となった。ダウドは彼らのギタープレイが起こす化学変化について以下のように述べた「私はこれまで自然発生的なインスピレーションをそのようなレベルと割合で起こるのを見たことが無かったので、先へ進むある種のテレパシーがなければなかった。1人が何かをすると、もう1人が即座に反応した。彼らのどちらも『もう一度それをしてもらえるかい？』と言う必要は決してなかった。それは、手袋をはめた2本の手のようだった。そして彼らは、互いとのプレイにものすごく夢中になった。」ダウドはすでに様々な業績で有名であり、クラプトンとはクリーム時代に仕事をしていた。（クラプトンはかつて彼を「理想的なレコーディングマン」と呼んでいる。）彼の本作に対する貢献はもう一つの業績である。彼の業績を記録した『Tom Dowd and the Language of Music』では、「いとしのレイラ」のオリジナル・マスターテープをリミックスしており、「一つの形またはもう一つにおいて、私の信条がある。」と語っている。
クラプトンは、パティ・ボイドへの横恋慕を歌詞にして、元々はバラードとして「レイラ」を作曲した。しかしオールマンによれば、印象的なリフが作り出されたことで、曲は「ロック」になったという。バンドが集まり、ダウドがプロデュースしたことで「レイラ」のオリジナルが録音された。レコーディングの最初のセクションでは16トラックが使用され、その内6トラックがギターであった。リズムトラックはクラプトンで、ハーモニーの3トラックを演奏した。（メインのパワーコードリフ、それに対するハーモニーの一つは左チャンネル、もう一つは右チャンネル）ソロトラックはオールマンによるもので、もう一つのトラックにはクラプトンとオールマンがソロを共に録音した。このソロを同じく録音する間、2人はそれぞれフェンダー・チャンプの2つのうちの1つの入力を使用した。

その後間もなくクラプトンはスタジオに戻り、ゴードンが別々に構成したピアノ曲を演奏しているのを聞いた。その断片にクラプトンは感動し、曲の一部として使用するようにゴードンを説得した。この部分に関しては公式にはゴードンのみの業績とされてきたが、BS-TBSで放送された「SONG TO SOUL ～永遠の一曲～」の中で、ウィットロックが後半部について「あれはジムが恋人のリタから盗んだものだ。クレジットにはリタとジムの共作と書かれるべきだった」と語っている。
デラニー&ボニー時代に僕はハリウッドヒルズのジョン・ガーフィールドの古い家に住んでた。そこには古いアップライトピアノを置いたゲストハウスがあった。リタとジムはゲストハウスに上がり、彼らが「タイム」と呼んでたこの曲を書くのに僕を誘ったんだ...彼女の姉のプリシラは結局ブッカー・T・ジョーンズとこの曲を録音した...ジムはリタの曲からメロディーを盗み、彼女を作者としてクレジットしなかったんだ。彼女のボーイフレンドは彼女から盗ったのさ。
このピアノの旋律は、ブッカーT&プリシラの1973年のアルバム『クロニクルズ』に収められた「タイム」で聴くことができる。
2番目のセクションのレコーディングはおよそ1週間後に始められ、ゴードンがピアノパート、クラプトンはアコースティック・ギターとスライド・ギター、オールマンはエレクトリック・ギター及びボトルネック・スライド・ギターを演奏した。ダウドが2つのセクションをつなぎ合わせ、「いとしのレイラ」は完成した。

## 楽曲の構造
本節では、オリジナル・バージョンの楽曲の構造について述べる。
序盤はギターリフから始まり、激しいスライドギター演奏が印象的な前半のヴォーカル・パートと、ピアノを軸にしたイントロが印象的な穏やかな演奏のインストゥルメンタル・パートという対照的な2つのパートで構成されている。オープニングから鳴り渡る7音からなるリフは、アルバート・キングの「As the Years Go Passing By」の歌メロディを取り入れたものである。
なお、ピッチは一般的なA=440Hzよりかなり高く、A=約460Hzである。
イントロはキーDmで、2小節のコードパターンを繰り返し、その上に印象的な2小節のリフが乗る。
このリフは、チョーキング、ハンマリング・オン、プリング・オフといったフィンガリング・テクニックが使われており、レガートな奏法を得意とするクラプトンのエッセンスが凝縮されている。
Aメロに入ると半音下のC#m(E)に転調する。この半音下への転調パターンは非常にユニークである。
この8小節のパートでは、歌メロと同時進行するようなオブリガート・フレーズが常時鳴らされている。
サビでは、イントロと同様のコード進行・リフが使われている。
このAメロ・サビという進行を数回繰り返した後、デュアン・オールマンのソロ・パートへ続く。
このソロパートも、イントロと同様のコード進行である。
オールマンのソロは、スライドを使ったもので、29フレット相当の超ハイ・ポジションの音を使ったフレーズが聴かれる。

### パーソネル
- エリック・クラプトン - リードボーカル, リードギター, リズムギター, アコースティックギター
- デュアン・オールマン - リードギター, スライドギター
- ジム・ゴードン - ドラムス, パーカッション, ピアノ
- カール・レイドル - ベース
- ボビー・ウィットロック - オルガン, ピアノ, バックボーカル

## オリジナルアルバム以降
アルバム自体の売れ行きは当初芳しくなく、イギリスではチャートインすることも無かった。理由の一つとして、クラプトンの名前がカバー裏にしか記載されなかったことも考えられた。加えて曲が長すぎたためラジオで放送されなかったということもあった。そのため、2:43へと短縮されたエディットバージョンが作成され、1971年3月にアトコ・レコード (US) からリリースされ、Billboard Hot 100で51位を記録した。ロング・バージョンのシングルは、ビルボード誌で1972年8月5日に週間ランキング最高位の10位、同年の年間ランキングでは84位を獲得。やがて、多くの批判と賞賛を得、ロック史上の傑作としての評価が定着した。
「いとしのレイラ」は、1972年のコンピレーション『エリック・クラプトンの歴史』に再録され、シングルとしても再発、イギリスでは7位、アメリカでは10位を獲得した。1982年には、イギリスで再びシングルリリース、4位を記録する。このときは7分のオリジナルバージョンであり、曲の3分の2はインストゥルメンタルであった。
リリース以来、重要な意見は圧倒的にポジティブである。デイヴ・マーシュはローリング・ストーンの「The Rolling Stone Illustrated History of Rock and Roll」で「歌手か作者が非常に深く自己に達した瞬間を持つロック曲のレパートリーはわずかで、それらを聴くのは殺人もしくは自殺を目撃するのと同じである...私にとって『レイラ』はその中でも最も素晴らしい曲だ。」と記した。マーシュは「The Heart of Rock & Soul: The 1001 Greatest Singles Ever Made」で「いとしのレイラ」を156位にランクした。
1980年5月に、ロンドン交響楽団がカバーし、ロンドンのアビー・ロード・スタジオで録音された。ロイヤル・フィルハーモニー管弦楽団も同様の形式でカバーしている。
1983年9月20日にロンドンのロイヤル・アルバート・ホールで行われたARMSチャリティ・コンサートで、クラプトンはジェフ・ベック、ジミー・ペイジと共に「いとしのレイラ」を演奏した。この3人は、1963年から1968年にかけてヤードバーズでそれぞれリード・ギターを担当している。
1992年、クラプトンはMTVアンプラグドへの出演を依頼された。その後リリースされた『アンプラグド～アコースティック・クラプトン』は多くのブルース・スタンダードのカバーと新曲「ティアーズ・イン・ヘヴン」が収められ、「いとしのレイラ」の「アンプラグド」バージョンも収録された。こちらは、オリジナルよりもスローテンポで、リフを作り直しピアノコーダ部分は省略された。クラプトンは疑わないライブ観衆に本バージョンを紹介するとき、「これを見つけることができるかどうか見てください。」と語りかけた。この「アンプラグド」バージョンはアメリカで12位を記録したが、イギリスではチャート入りしなかった。また、ニルヴァーナの「スメルズ・ライク・ティーン・スピリット」を打ち破って、その年のグラミー賞最優秀ロック曲を獲得、エンターテインメント・ウィークリーによると、グラミー賞史上10大逆転受賞の一つであるとされる。
2003年にオールマン・ブラザーズ・バンドはこの曲をコンサートで演奏し始めた。ウォーレン・ヘインズがリードボーカルを担当し、グレッグ・オールマンがピアノ、デレク・トラックスがデュアン・オールマンのギターパートを演奏する。これはオールマンだけで無く、その前年に死去したトム・ダウドへのトリビュートとして行われた。
2004年には「ローリング・ストーン」誌が選んだ「オールタイム・グレイテスト・ソング500」と「オールタイム・グレイテスト・ギター・ソング100」に於いて、それぞれ27位と13位
エリック・クラプトンは3つ目のバージョンもレコーディングしている。アルバム『プレイ・ザ・ブルース』でウィントン・マルサリスと共演し、参加ミュージシャンはウィントン・マルサリス（ボーカル、トランペット）、エリック・クラプトン（ボーカル、ギター）、ビクタ－・ゴーインズ（クラリネット）、マーカス・プリンタップ（トランペット）、クリス・クレンショー（トロンボーン、ボーカル）、ドン・ヴァッピー（バンジョー）、クリス・スティントン（キーボード）、ダン・ニマー（ピアノ）、カルロス・エンリケ（ベース）、アリ・ジャクソン（ドラムス）であった。

### パーソネル（アンプラグド・バージョン）
- エリック・クラプトン - アコースティックリードギター, リードボーカル
- レイ・クーパー - パーカッション
- ネイザン・イースト - アコースティックベースギター, バックボーカル
- アンディ・フェアウェザー・ロウ - アコースティックリズムギター
- スティーヴ・フェローン - ドラムス
- ケイティ・キスーン - バックボーカル
- チャック・リーヴェル - ピアノ
- テッサ・ナイルズ - バックボーカル

## 評価
「いとしのレイラ」は1980年代後半から1990年代前半までに大きく評価され、数多くの「ベスト曲」リストに挙げられるようになった。ロックの殿堂が選ぶ「500 Songs that Shaped Rock and Roll」の1つに選ばれ、ローリング・ストーン誌は「オールタイム・グレイテスト・ソング500」の27位に選出した。また、VH1は「100 Greatest Songs of Rock and Roll」の16位に選出し、ギター・ワールド誌はクラプトンとオールマンのソロを「100 Greatest Guitar Solos」の14位に選出した。
曲の親しみやすいギターリフは1980年代後半から90年代前半に書けてのボクスホール/オペルのTVコマーシャルで使用され、ピアノコーダ部分はマーティン・スコセッシの1990年の映画『グッドフェローズ』で使用された。
カバーはそれほど多くないが、ジョン・フェイヒイの1984年のアルバム『Let Go』や、ジャズギタリストのラリー・カールトンのカバー、レス・フラドキンの2010年のアルバム、インパルシアの2009年のデビューアルバム『Expressions』等がある。アメリカ人ギタリストのマイケル・アンジェロは曲の1部分をリミックスし、2009年のアルバム『Hands Without Shadows 2 - Voices』に「Clapton Is God」として収録した。

## 収録作品

### LP/CD
- 『いとしのレイラ』 - 1970年
- 『ベスト・オブ・エリック・クラプトン』
- 『アンプラグド〜アコースティック・クラプトン』
- 『ワン・モア・カー、ワン・モア・ライダー〜ベスト・ライヴ』

※『いとしのレイラ』はデレク・アンド・ザ・ドミノス名義。それ以外全てエリック・クラプトン名義のアルバム

### VIDEO
- 『ライヴ・イン・ハイド・パーク』
- 『アンプラグド～アコースティック・クラプトン』
- 『クロスロード・コンサート』
- 『ワン・モア・カー、ワン・モア・ライダー～ライヴ・イン・LA 2001』
- 『DVDコレクション』

※全てエリック・クラプトン名義のビデオ

## チャート
| チャート (1972, 1982, 1992) | 最高位 |
| --------------------------- | ------ |
| Australian ARIA Charts      | 7      |
| Canadian RPM Top Singles    | 9      |
| Irish Singles Chart         | 4      |
| New Zealand Singles Chart   | 2      |
| Polish Singles Chart        | 10     |
| U.K. Singles Chart          | 4      |
| U.S. Billboard Hot 100      | 10     |